# Championnat britannique des voitures de tourisme 1970

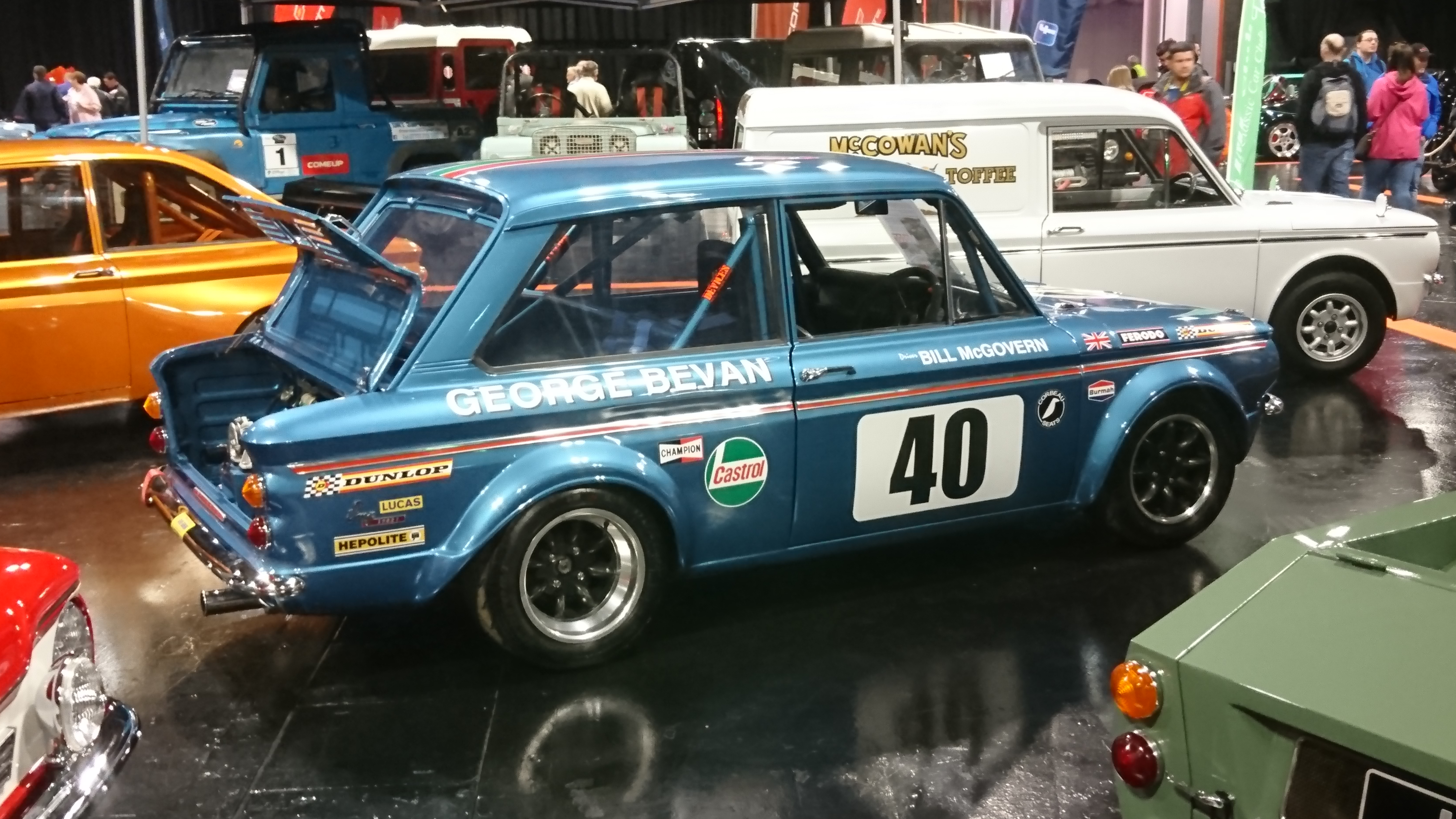
Voiture du gagnant du championnat.

Le Championnat britannique des voitures de tourisme 1970 était la 13e saison du championnat britannique des voitures de tourisme, remporté par l'écossais Bill McGovern. Le championnat a débuté à Brands Hatch le 22 mars 1970 et s'est terminé sur le même circuit le 18 octobre 1970.

## Calendrier
| Manche | Circuit        | Date       | Pilote vainqueur | Ecurie vainqueur                           | Voiture vainqueur     |
| ------ | -------------- | ---------- | ---------------- | ------------------------------------------ | --------------------- |
| 1      | Brands Hatch   | 22 mars    | Frank Gardner    | Motor Racing Research                      | Ford Mustang Boss 302 |
| 2      | Snetterton     | 27 mars    | Frank Gardner    | Motor Racing Research                      | Ford Mustang Boss 302 |
| 3      | Thruxton       | 30 mars    | Frank Gardner    | Motor Racing Research                      | Ford Mustang Boss 302 |
| 4      | Silverstone    | 26 avril   | Frank Gardner    | Motor Racing Research                      | Ford Mustang Boss 302 |
| 5 A-B  | Crystal Palace | 25 mai     | John Fitzpatrick | Team Broadspeed                            | Ford Escort 1300 GT   |
| 5 C-D  | Crystal Palace | 25 mai     | Frank Gardner    | Motor Racing Research                      | Ford Mustang Boss 302 |
| 6      | Silverstone    | 6 juin     | Brian Muir       | Malcolm Gartlan Racing/Wiggings Teape Ltd. | Chevrolet Camaro Z28  |
| 7      | Silverstone    | 27 juin    | Brian Muir       | Malcolm Gartlan Racing/Wiggings Teape Ltd. | Chevrolet Camaro Z28  |
| 8      | Croft          | 11 juillet | Frank Gardner    | Motor Racing Research                      | Ford Mustang Boss 302 |
| 9      | Brands Hatch   | 18 juillet | Brian Muir       | Malcolm Gartlan Racing/Wiggings Teape Ltd. | Chevrolet Camaro Z28  |
| 10     | Oulton Park    | 22 août    | Frank Gardner    | Motor Racing Research                      | Ford Mustang Boss 302 |
| 11     | Brands Hatch   | 31 août    | Frank Gardner    | Motor Racing Research                      | Ford Mustang Boss 302 |
| 12     | Brands Hatch   | 18 octobre | John Fitzpatrick | Team Broadspeed                            | Ford Escort TC        |

## Classement final

### Pilotes
| Championnat pilotes | Championnat pilotes | Championnat pilotes   | Championnat pilotes                        | Championnat pilotes |
| Pos.                | Pilote              | Voiture               | Ecurie                                     | Points              |
| ------------------- | ------------------- | --------------------- | ------------------------------------------ | ------------------- |
| 1                   | Bill McGovern       | Hillman Imp           | George Bevan                               | 72                  |
| 2                   | Frank Gardner       | Ford Mustang Boss 302 | Motor Racing Research                      | 68                  |
| 3                   | John Fitzpatrick    | Ford Escort TC        | Team Broadspeed                            | 62                  |
| 4                   | Brian Muir          | Chevrolet Camaro Z28  | Malcolm Gartlan Racing/Wiggings Teape Ltd. | 62                  |
| 5                   | Chris Craft         | Ford Escort TC        | Team Broadspeed                            | 60                  |